# Krokom
Krokom este un oraș în Suedia.

## Demografie
| \| Evoluția demografică a zonei urbane Krokom, 1970–2015 \| Evoluția demografică a zonei urbane Krokom, 1970–2015 \| Evoluția demografică a zonei urbane Krokom, 1970–2015 \| Evoluția demografică a zonei urbane Krokom, 1970–2015 \| Evoluția demografică a zonei urbane Krokom, 1970–2015 \| \| --------------------------------------------------------------------------------------- \| ----------------------------------------------------- \| ----------------------------------------------------- \| ----------------------------------------------------- \| ----------------------------------------------------- \| \| An \| \| \| Locuitori \| \| \| 1970 \| 1970 \| \| 1.509 \| 1.509 \| \| 1975 \| 1975 \| \| 1.851 \| 1.851 \| \| 1980 \| 1980 \| \| 2.123 \| 2.123 \| \| 1990 \| 1990 \| \| 2.235 \| 2.235 \| \| 1995 \| 1995 \| \| 2.297 \| 2.297 \| \| 2000 \| 2000 \| \| 2.075 \| 2.075 \| \| 2005 \| 2005 \| \| 2.087 \| 2.087 \| \| 2010 \| 2010 \| \| 2.277 \| 2.277 \| \| 2015 \| 2015 \| \| 1.953 \| 1.953 \| \| Sursa: SCB - Statistika Centralbyrån, Folkmängden per tätort. Vart femte år 1960 - 2016 \| \| \| \| \| |      |  |           |       |
| Evoluția demografică a zonei urbane Krokom, 1970–2015 |      |  |           |       |
| An |      |  | Locuitori |       |
| 1970 | 1970 |  | 1.509     | 1.509 |
| 1975 | 1975 |  | 1.851     | 1.851 |
| 1980 | 1980 |  | 2.123     | 2.123 |
| 1990 | 1990 |  | 2.235     | 2.235 |
| 1995 | 1995 |  | 2.297     | 2.297 |
| 2000 | 2000 |  | 2.075     | 2.075 |
| 2005 | 2005 |  | 2.087     | 2.087 |
| 2010 | 2010 |  | 2.277     | 2.277 |
| 2015 | 2015 |  | 1.953     | 1.953 |
| Sursa: SCB - Statistika Centralbyrån, Folkmängden per tätort. Vart femte år 1960 - 2016 |      |  |           |       |